# Lymnas alena
Lymnas alena är en fjärilsart som beskrevs av William Chapman Hewitson 1870. Lymnas alena ingår i släktet Lymnas och familjen Riodinidae. Inga underarter finns listade i Catalogue of Life.